# Kabelbaan tussen Asmara en Massawa
De kabelbaan tussen Asmara en Massawa lag in Italiaans-Eritrea en was van 1938 tot 1941 in gebruik.

## Geschiedenis

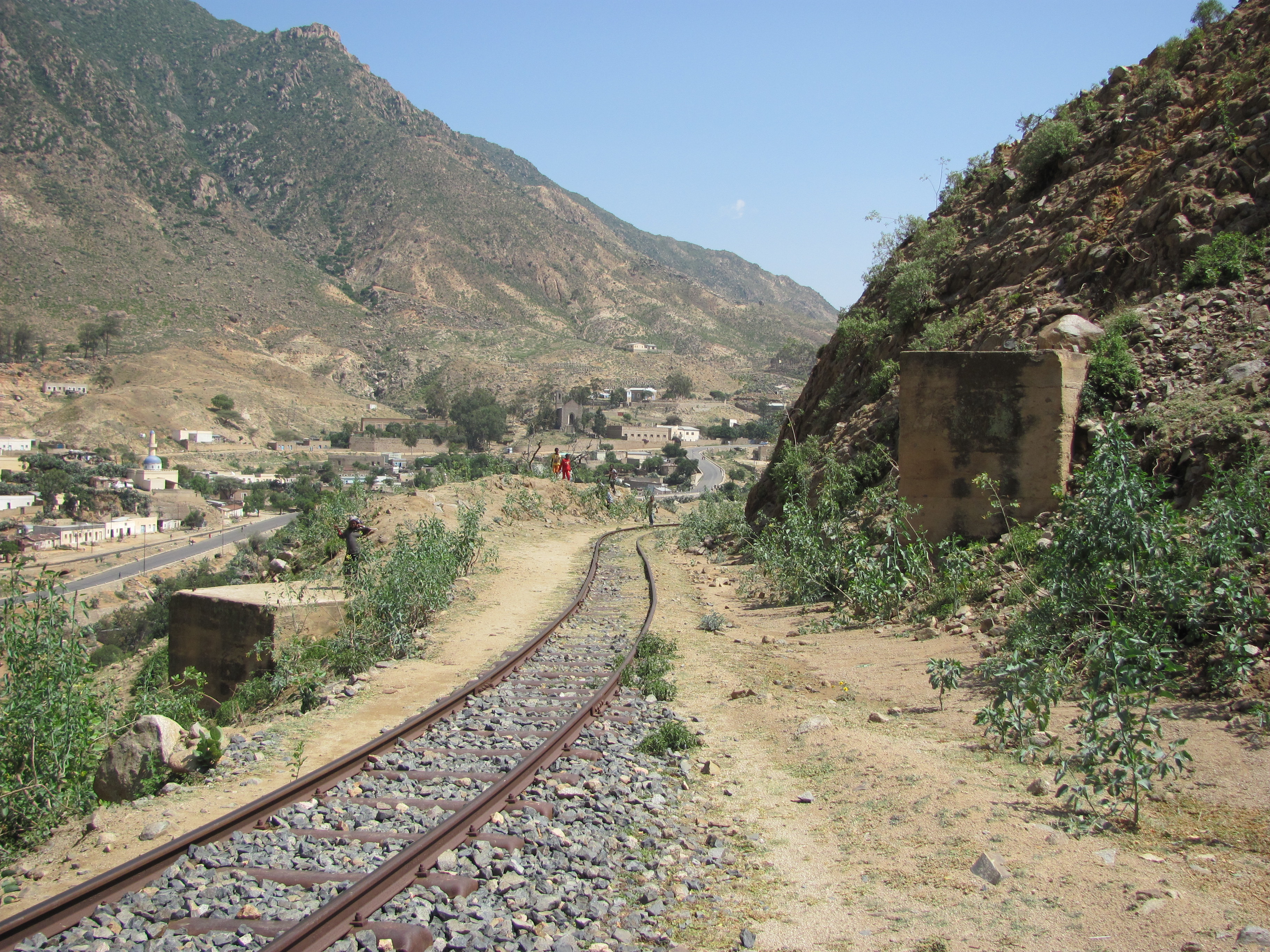
Een van de pijlers van de inmiddels gesloopte kabelbaan in de buurt van Nefasit

Na de vorming van de Italiaanse kolonie aan de kust van de Rode Zee begon het Italiaanse koloniale bestuur met de ontwikkeling van de kolonie. Het Italiaanse bedrijf Ceretti en Tanfani kreeg de opdracht om een kabelbaan aan te leggen die havenstad Massawa verbond met Asmara dat 2326 meter boven zeeniveau lag. De kabelbaan had een lengte van ongeveer 75 kilometer en was op het moment van in gebruik name in 1938 verreweg de langste kabelbaan ter wereld. De op een na langste kabelbaan was destijds 35 kilometer lang. De kabelbaan werd gebruikt om voedsel, voorraden en wapentuig richting Asmara te transporteren. De kabelbaan werd aangedreven door dieselmotoren en had 1540 kleine gondels.
Italië vocht tijdens de Tweede Wereldoorlog mee aan de kant van Nazi-Duitsland. In 1941 nam Groot-Brittannië het bewind over in Eritrea. Zij ontmantelde de kabelbaan door eerst de staalkabels en dieselmotoren in beslag te nemen. De meeste ijzeren torens bleven staan tot de jaren tachtig.